# Selección de fútbol del Mandato británico de Palestina

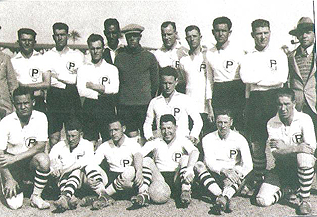
El equipo en su viaje a Egipto en 1931.

La selección de fútbol del Mandato británico de Palestina (en hebreo: נבחרת ארץ ישראל בכדורגל‎, romanizado: Nivheret Eretz Yisrael Bekhadurgel, lit. 'selección de fútbol de la Tierra de Israel', ) fue el equipo representativo de dicho territorio en competiciones oficiales de fútbol entre 1934 y 1940. El equipo fue controlado por la «Asociación de Fútbol de Palestina» que, en 1948, adoptaría el nombre de Asociación de Fútbol de Israel luego de la declaración de independencia de dicho país. La selección del Mandato británico fue convertida así en la actual selección de fútbol de Israel.
El equipo, si bien oficialmente representaba nominalmente a todos los habitantes del Mandato británico de Palestina, fue fundado y controlado principalmente por representantes del pueblo judío. Si bien la población árabe era mayoritaria en el territorio, ésta prácticamente no tuvo participación dentro de la Asociación de Fútbol de Palestina. Tras el estallido del conflicto árabe-israelí, la población árabe palestina fue representada por la Asociación Palestina de Fútbol creada en el exilio en 1962 y recién en 1998 pudo contar con una selección nacional propia.

## Historia
El fútbol fue introducido por los militares británicos luego de la ocupación del país por Reino Unido luego de finalizar la Primera Guerra Mundial, pero los habitantes de religión islámica no aceptaron participar debido a que se rehusaban a tomar parte de la Cultura occidental impuesta por el Reino Unido.
En agosto de 1928 se creó la Asociación de Fútbol de Palestina por parte de la comunidad judía y un año más tarde se afilió a la FIFA, convirtiéndose en una de las primeras 14 organizaciones deportivas que combatían en antisemitismo en Europa.
La selección nacional llegó a jugar 5 partidos antes de que el mandato británico desapareciera en 1948 luego de la independencia de Israel; y en esos 5 partidos solamente alinearon a jugadores de origen judío, y en los partidos se entonaban los himnos de Reino Unido y el sionista.
En 1948, tras la declaración de independencia de Israel, esta selección pasó a denominarse oficialmente con dicho nombre. Recién en 1953 se crearía una selección nacional para Jordania (previamente conocida como Transjordania y parte del antiguo mandato británico). En el caso de los territorios ocupados palestinos, fue creada la Asociación Palestina de Fútbol en el exilio en 1962, pero no fue reconocida internacionalmente. Con los Acuerdos de Oslo y el establecimiento de la Autoridad Nacional Palestina, se pudo constituir finalmente una selección de fútbol de Palestina para la población árabe de dichos territorios.

## Estadísticas

### Copa Mundial de Fútbol
| Copa Mundial de Fútbol | Copa Mundial de Fútbol | Copa Mundial de Fútbol | Copa Mundial de Fútbol | Copa Mundial de Fútbol | Copa Mundial de Fútbol | Copa Mundial de Fútbol | Copa Mundial de Fútbol | Copa Mundial de Fútbol |   | Record en la Clasificación | Record en la Clasificación | Record en la Clasificación | Record en la Clasificación | Record en la Clasificación | Record en la Clasificación |
| Año                    | Ronda                  | Pos.                   | J                      | G                      | E                      | P                      | GF                     | GC                     | J | G                          | E                          | P                          | GF                         | GC                         |                            |
| ---------------------- | ---------------------- | ---------------------- | ---------------------- | ---------------------- | ---------------------- | ---------------------- | ---------------------- | ---------------------- | - | -------------------------- | -------------------------- | -------------------------- | -------------------------- | -------------------------- | -------------------------- |
| 1930                   | No participó           | No participó           | No participó           | No participó           | No participó           | No participó           | No participó           | No participó           | – | –                          | –                          | –                          | –                          | –                          |                            |
| 1934                   | No clasificó           | No clasificó           | No clasificó           | No clasificó           | No clasificó           | No clasificó           | No clasificó           | No clasificó           | 2 | 0                          | 0                          | 2                          | 2                          | 11                         |                            |
| 1938                   | No clasificó           | No clasificó           | No clasificó           | No clasificó           | No clasificó           | No clasificó           | No clasificó           | No clasificó           | 2 | 0                          | 0                          | 2                          | 1                          | 4                          |                            |
| Total                  | Participaciones        | N/A                    | N/A                    | 0                      | 0                      | 0                      | 0                      | 0                      | 4 | 0                          | 0                          | 4                          | 3                          | 15                         |                            |

## Resultados

### Eliminatoria al Mundial de 1934
| 16 de marzo de 1934 | Egipto                                             | 7-1     | Palestina    | British Army Ground, El Cairo, Egipto                     |                                                           |
|                     | Mokhtar 11' 35' 51' · Taha 21' 79' · Latif 43' 87' | Reporte | Nudelman 61' | Asistencia: 13 000 espectadores Árbitro(s): Stanley Wells | Asistencia: 13 000 espectadores Árbitro(s): Stanley Wells |

| 6 de abril de 1934                         | Palestina   | 1-4 (Global 2-11) | Egipto                                | Palms Ground, Tel Aviv, Mandato británico de Palestina           |                                                                  |
|                                            | Sukenik 54' | Reporte           | Latif 2' · Mokhtar 7' 22' · Fawzi 35' | Asistencia: 8000 espectadores Árbitro(s): Frederick John Goodsby | Asistencia: 8000 espectadores Árbitro(s): Frederick John Goodsby |
| Egipto clasifica al mundial de Italia 1934 |             |                   |                                       |                                                                  |                                                                  |

### Eliminatoria al Mundial de 1938
| 22 de enero de 1938 | Palestina   | 1-3     | Grecia                           | Maccabi Ground, Tel Aviv, Mandato británico de Palestina   |                                                            |
|                     | Neufeld 36' | Reporte | Vikelidis 15' 30' · Migiakis 73' | Asistencia: 8000 espectadores Árbitro(s): Mohammed Youssef | Asistencia: 8000 espectadores Árbitro(s): Mohammed Youssef |

| 20 de febrero de 1938              | Grecia               | 1-0 (Global 4-1) | Palestina | Estadio Leoforos Alexandras, Atenas, Grecia              |                                                          |
|                                    | Vikelidis 88' (pen.) | Reporte          |           | Asistencia: 12 000 espectadores Árbitro(s): Mika Popović | Asistencia: 12 000 espectadores Árbitro(s): Mika Popović |
| Grecia avanza a la siguiente ronda |                      |                  |           |                                                          |                                                          |

### Amistosos
| 27 de abril de 1940 | Palestina                                                     | 5–1     | Gran Líbano | Estadio Maccabiah, Tel Aviv, Mandato británico de Palestina |                                                          |
|                     | Meitner 2' · Schneiderowitz 11' · Machlis 32' · Caspi 40' 60' | Reporte | Cordahi 50' | Asistencia: 9000 espectadores Árbitro(s): John Blackwell    | Asistencia: 9000 espectadores Árbitro(s): John Blackwell |

## Entrenadores
- Egon Pollak y   Shimon Ratner (1934-38)
- Egon Pollak (1938-40)
- Arthur Baar (1940)